# Krka híd
A Krka híd (horvátul Most Krka) egy 2005-ben, az A1-es autópálya vonalán átadott közúti híd Horvátországban. Az autópálya híd Skradint köti össze a Krka folyó felett Šibenikkel.

## Története
A vasbeton ívhíd egy nyílással íveli át a Krka folyót. Monolit vasbeton tartóinak aránya 10:3. Az egyes szerkezetek 5,2 m hosszú szakaszokban kerültek kivitelezésre. Az építkezéshez összesen 12 000 köbméter betont és 1700 tonna betonacélt használtak fel.
Az építkezést egy horvát cég, az Inzenjering kivitelező végezte. Az acélszerkezeteket a szintén horvát Duro Dakovic Montaža készítette, amely ma tagja a német Bilfinger Power Systems GmbH-nak. A német DYWIDAG-Systems International GmbH szállította az acél merevítőket. A közúti pályán lévő 2 dilatációt egy svájci cég – a MAGEBA sa – készítette.

## Fordítás
Ez a szócikk részben vagy egészben a Krka-Brücke című német Wikipédia-szócikk fordításán alapul.  Az eredeti cikk szerkesztőit annak laptörténete sorolja fel. Ez a jelzés csupán a megfogalmazás eredetét és a szerzői jogokat jelzi, nem szolgál a cikkben szereplő információk forrásmegjelöléseként.